# Real Academia de Ciencias Exactas, Físicas, Químicas y Naturales de Zaragoza
La Real Academia de Ciencias Exactas, Físicas, Químicas y Naturales de Zaragoza es un organismo académico español dedicado a la investigación y estudio e investigación de las matemáticas, la física, la química, la biología y otras áreas relacionadas con las ciencias, asociada al Instituto de España y subvencionada por el Ministerio de Educación y Ciencia de España.
La Academia estimula ponencias de sus miembros y de profesores invitados, y la celebración de congresos. Sin embargo su actividad principal radica en el apoyo a la investigación científica mediante unos premios que otorga anualmente y la actividad editorial de publicaciones de orden científico.

## Historia
Los comienzos de la Academia datan de 1886. En ese año el decano de la Facultad de Ciencias de Zaragoza, José Muñoz del Castillo, abogó por la creación de este organismo. Sin embargo, el proyecto no pudo realizarse bajo el decanato de su sucesor, Bruno Solano Torres, y hubo de esperarse hasta que en la reunión de la Junta rectora de la Facultad de Ciencias del 17 de abril de 1914, con la dirección de Paulino Savirón Caravantes se acordó crear una comisión que se encargara de sentar las bases de su organización.
Su reglamento está influido por el de la Real Academia de Ciencias de Barcelona y él se estipula que la Academia contará con diez académicos por sección. La primera sesión de la Academia se celebró el 28 de mayo de 1916. En el momento de su fundación la Academia tuvo su sede en el edificio de la antigua facultad de Medicina y Ciencias de Zaragoza, que hoy es conocido con el nombre de «Edificio Paraninfo».
Entre 1916 y 1936 hubo un periodo inicial en el que el área más activa fue el de la matemática debido a la labor de García de Galdeano. En un segundo periodo, la institución tuvo un carácter decididamente aragonesista en el que se tratan problemas endémicos de esta tierra, como el del agua (actividad en la que se distinguió Manuel Lorenzo Pardo), y un tercer periodo caracterizado por la impronta de Longinos Navás Ferrer al frente de la sección de Ciencias Naturales.
La Guerra Civil interrumpió la actividad de la Academia hasta 1945, año en el que su presidente Paulino Savirón Caravantes se propuso revitalizarla con la elección de quince académicos, que se sumarían a los únicos siete a que había descendido el elenco de la institución tras la guerra. 
En 1962 la Facultad de Ciencias, y con ella la Academia, abandona el edificio «Paraninfo» que compartía con la de Medicina desde principios de siglo para trasladarse a una sede del recién creado Campus de la Ciudad Universitaria de Zaragoza.